# Makedonije I. Konstantinopolski
Makedonije I. Konstantinopolski, bio je konstantinopolski biskup sredinom četvrtog stoljeća. Bio je arijanac, heretik, a uz potporu rimskog cara na istoku Konstancija II. (vladao 337. – 361.), poluarijanska struja ga je uspjela postaviti kao konstantinopolskog biskupa. Bio je biskup tijekom dva razdoblja: od 342. do 349. i od 351. do 360. AD.

## Život
Malo se zna o životu Makedonija prije nego što je postao kandidat za konstantinopolskog biskupa, 340. AD, a što se desilo odmah nakon smrti biskupa sv. Aleksandra. U to doba su ga podržavali arijanci u borbi protiv pravoslavnog biskupa sv. Pavla Ispovjednika koji je na biskupskom Tronu naslijedio sv. Aleksandra. 
Nakon smrti rimskog cara Konstantina I.Velikog, 337. godine, u Istočnom Rimskom Carstvu ga je naslijedio njegov sin Konstancije II. Stigavši u Konstantinopol 339. godine, sazvao je vijeće arijanskih biskupa koji su odmah donijeli odluku o protjerivanju biskupa Pavla, te su postavili Eusebija Nicomedijskog na tron biskupa kontstantinopolskog, na veliko razočaranje Makedonija.

## Biskupstvo
Nakon smrti Eusebija 341. godinne, ponovno je oživjelo nadmetanje i neprijateljstvo između pristaša Pavla s jedne, i Makedonija s druge strane, pri čemu je svaka strana ostala pri svom prvobitnom izboru, tako da su 342. godine, istovremeno obojica izabrana za konstantinopolskog biskupa. Konstancije je, međutim, poslao svog generala Hermogena da ponovno protjera biskupa Pavla. To je rezultiralo općim neredima, tijekom kojih je Hermogen ubijen a njegovo tijelo je bilo vučeno po ulicama grada. 
Čuvši za to, Konstancije je odmah napustio Antiohiju i po dolasku u Konstantinopol kaznio tamošnje stanovništvo time što ih je lišio polovice dnevnog sljedovanja kukuruza. Pavle je bio protjeran, dok je Makedonije bio ozbiljno optužen za svoj dio krivice u tim neredima, kao i za zaređivanje bez carskog odobrenja; ali unatoč svemu arijanisti su trijumfirali. Makedoniju je opet bilo dopušteno da služi u crkvi u kojoj je bio zaređen. Pavle je otišao u Rim, gdje je papa Julije I., njega i Atanazija Aleksandrijskog kao i druge prognane biskupe uputio da se vrate nazad u svoje crkve i dao im pisma u kojima je osudio sve one koji su ih protjerali. Prefekt Filip je izdao nove zapovijedi cara Konstancija koje su ubrzale Pavlovo izgnanstvo u Solun i vraćanje Makedonija na položaj biskupa, ali sve to nije prošlo bez krvoprolića.

Makedonije je ostao na Tronu biskupa u Konstantinopolu oko šest godina, do 349. godine, dok su cijeli taj period obilježila pisma i delegati, papa i carevi, sinode i protu-sinode koji su raspravljali i osporavali postupke prema Pavlu i Atanaziju. 
Godine 349. opasnost od izbijanja rata, kojim je zaprijetio car Zapadnog Rimskog Carstva Konstans I., potakla je Konstancija da ponovo postavi Pavla na mjesto biskupa, nakon čega se Makedonije morao povući u skrovitu crkvu. Međutim, nakon ubojstva Konstancijevog brata, cara Zapadnog Rimskog Carstva Konstansa I., koje se dogodilo, sljedeće, 350. godine, Istočno Rimsko Carstvo je došlo pod potpunu kontrolu Konstancija, nakon čega je Pavle ponovno prognan. Uslijedili su carski dekreti, koji su doveli do toga da su arijanci ustvrdili kako su dominantna frakcija u crkvi.

Vjeruje se da je Makedoniju signaliziran njegov povratak na vlast djelima koja ga, ako su istinita, označavaju kao okrutnog ekstremista. Novatijanisti su možda stradali mnogo gore nego pravoslavci, pa su neki od njih očajnički odupirali: oni iz Konstantinopola su sklanjali građevinski materijal za njihove crkve u daleka predgrađa; a oni iz Mantinija u Paflagoniji su se izlagali opasnosti da ih carski vojnici protjeraju iz njihovog doma. "Makedonijevi podvizi", kaže Sokrat Skolastik, "u ime kršćanstva, sastojali su se od ubojstava, bitaka, zatvora i građanskih ratova".

## Kraj carske naklonosti
Akt presumpcije mu je, 358. AD, konačno izbio iz ruku carsku naklonost. Naime, grobnica u kojoj su bili Konstantinovi posmrtni ostaci bila je u opasnosti od urušavanja, i Makedonije je bio odlučan da premjesti tijelo na drugo mjesto dok se grobnica ne popravi. Međutim, to pitanje je vremenom dobilo dimenziju od izuzetnog značaja. Pravoslavci su taj čin napali kao svetogrđe i "nemar pristaša nicejskog Vjerovanja", dok su makedonisti zagovarali potrebu cjelovitog popravaka. Čim su posmrtni ostaci preneseni u crkvu Akacija Mučenika, razjareni narod se sastao u crkvi i crkvenom dvorištu gdje su počinili takav masakr da je cijelo mjesto bilo ispunjeno krvlju i unakaženim tijelima. Konstancijev je bijes bio ogroman, ne samo zbog zbog pokolja, nego još više što je Makedonije premjestio posmrtne ostatke njegovog oca bez njegovog odobrenja.

## Odlazak
Kad je Makedonije prezentirao svoje stavove i uvjerenja na 
koncilu u Seleukiji 359. godine, njegovi stavovi su osuđeni kao heretički i zaključeno je, pošto je pod takvom presudom, da nije prihvatljivo da ostane na mjestu biskupa. Njegovi protivnici, Akacije Cezarijski, Eudoksije i drugi, slijedili su ga u Konstantinopol i, koristeći se carevim gnjevom, izgnali ga 360. AD radi okrutnosti i kanonskih nepravilnosti. Makedonije se povukao u predgrađe grada i tamo umro.

## Ostavština
Kaže se da je razradio stavove koji su trebali, ali i ostali nakon njegovog povlačenje, povezujući njegovo ime s tim stavovima. "Makedonisti", njegovi sljedbenici, a prema učenju Makedonija, nisu vjerovali u božanstvo Duha Svetoga. Eleuzije i drugi su prihvatili njegovu doktrinu, jer je Makedonije donio među nih toliko gorljivosti, da su zbog toga njegovi zagovornici, ponekad, bili bolje poznati kao Maratonci. Njihovo smrtno ozbiljno, asketsko ponašanje, te ugodna i uvjerljiva rječitost osigurala ju mnoge sljedbenike u Konstantinopolu, kao i u Traciji, Bitiniji i provinciji Hellespontina (današnji Dardaneli). Pod carem Julijanom bili su dovoljno jaki da su na sinodi koja je održana u mjestu Zali na Pontu proglasili svoje odvajanje od oboje, i Arijanaca, i pravoslavaca. U 374. godini papa Damaz I., i u 381. godini na Prvom konstantinopolskom Saboru, je osuđeno njivovo vjerovanje i vremenom su postupno prestali postojati kao profilirana sekta.

## Vanjske poveznice
- Makedonije I. Konstantinopolski
- Makedonije I.
- Aleksandar Konstantinopolski
- Aleksandar Konstantinopolski
- Sv. Pavle Ispovjednik